# Agat Schaltenbrand
Agat Schaltenbrand (* 15. Januar 1926 in Laufen; † 22. März 2018 in Arlesheim) war eine Schweizer Malerin und Zeichnerin.

## Leben
1926 wurde Agat Schaltenbrand als jüngstes von drei Kindern in bescheidenen Verhältnissen geboren. 1943–1947 besuchte sie die Kunstgewerbeschule in Basel. Bevor sie sich der Malerei zuwandte nahm sie Unterricht in Bildhauerei bei Emil Knöll und Adolf Weisskopf. Als freischaffende Künstlerin blieb Schaltenbrand für viele Jahre auf Nebenverdienste als Schaufensterdekorateurin, Keramik- und Larvenmalerin angewiesen. 1949 heiratete sie den emigrierten deutschen Schauspieler, Regisseur und Schriftsteller Otto Zimmermann (* 1894 in Leipzig). Schaltenbrand gestaltete Bühnenbilder für sein literarisches Kabarett und Kammertheater. 1950 wurde ihre Tochter Eva Zimmermann geboren. 1955 hatte Schaltenbrand ihre erste Einzelausstellung in Stuttgart, verschiedene Illustrationen in Wochenblättern und Lithos zu Werken von Otto Zimmermann. Ihr Mann starb 1961. Die ihm erst in den letzten Lebensjahren zugesprochene deutsche Wiedergutmachungsrente befreite die Künstlerin von den ärgsten finanziellen Sorgen.
Um 1960 begegnete Schaltenbrand der Bildhauerin Owsky Kobalt, es entstand eine Lebensfreundschaft. Kobalt wohnte in einem Steinbruch bei Dittingen. Schaltenbrand fotografierte in dessen Umgebung und gewann daraus Motive für viele Zeichnungen. 
Zwischen 1955 und 1983 zeigte sie sechs Einzelausstellungen in fünf verschiedenen Galerien. 1957–1986 nahm Schaltenbrand regelmässig teil an den Weihnachtsausstellungen in der Kunsthalle Basel und gab Zeichenunterricht an einer Sekundarschule. 1965 machte sie eine Gruppenreise in einem VW-Bus nach Indien. 1966 bezog sie ein grosses Atelier im Atelierhaus Klingental.
1985 widmete Jean-Christophe Ammann Agat Schaltenbrand eine Einzelausstellung im 1. Stock der Kunsthalle Basel (parallel zu Fischli/Weiss im Erdgeschoss). Die spärlichen Reaktionen auf die Ausstellung waren eine Enttäuschung für die Künstlerin und führten zu einem Rückzug von der Ausstellungstätigkeit.
1995 folgte die einzige und letzte Teilnahme an einer Basler Weihnachtsausstellung (heute: «Regionale»). Schaltenbrand gewann den Kunstpreis der Basler Zeitung für ein grossformatiges Bild. Fortan nahm sie an keinen Wettbewerben mehr teil.
2018 starb Agat Schaltenbrand. In der Hoffnung auf die Gründung einer Nachlassstiftung vermachte sie ihr Gesamtwerk der Freundin Owsky Kobalt. 2019 starb auch Kobalt. Deren Neffe übergab das Werk von Agat Schaltenbrand im Januar 2020 an das Archiv Regionaler Künstler*innen-Nachlässe ARK Basel.

## Werk
Agat Schaltenbrand, die ungern über ihre Bilder sprach, hat das ganze Leben ihrem künstlerischen Schaffen gewidmet und ein Werk von über 800 Arbeiten hinterlassen. Es umfasst Malerei (v. a. Öl, Tempera, Aquarell, Mischtechnik), Zeichnungen und Druckgrafik. Farblich befreite sich Schaltenbrand in den ersten zehn Jahren ihres Schaffens von der dunkeltonigen, im Grau verhafteten Basler Maltradition. Ihr formales Repertoire tritt von da an farblich lautstark auf, manche Bilder könnten an wogende Laternen eines Morgestraiches erinnern, an den schrillen Lärm von Guggenmusiken. Falls überhaupt vorhanden, werden jedoch gegenständliche Ausgangspunkte weitgehend getilgt, und wo Gegenständliches erkennbar wird, bleibt es verschlüsselt. Eine Aversion gegenüber allem Dekorativen und handwerklich sauber Gefertigten provoziert immer wieder Bildstörungen.
Niklaus Hasenböhler (1937–1994) und Ernst Wilhelm Nay beeindruckten die Künstlerin, auch Spuren des Kubismus, des Blauen Reiters und der CoBrA-Gruppe lassen sich eruieren. Von Kandinskys Improvisationen mag sie gelernt haben, wie sich Zeichnung und Malerei verflechten lassen. Massgebend wird aber mehr und mehr der Anspruch malerischer Identität mit ihrem Temperament, ihrem Charakter: Schaltenbrand wird als launisch, ungeduldig und eigensinnig geschildert, darin gleichen ihr die Bilder. Dabei darf nicht übersehen werden, dass sich auch im entfesselten Prozess professionelles Kalkül zeigt: Die Künstlerin vermag ohne Verlust an Verve die kühne Improvisation kleiner Skizzen ins Grossformat zu übersetzen – sie weiss, was sie tut.

## Ausstellungen
- 1955 und 1959: Stuttgart, Galerie Fischinger
- 1958: Zürich, Kikis kleine Galerie
- 1961: Basel, Riehen, Galerie Atelier
- 1961: Luzern, Schweizerische Kunstausstellung
- 1985: Selestat, Künstler des Dreiländerecks
- 1985: Bonn, Künstlern des Dreiländerecks
- 1985: Basel, Kunsthalle (Agat Schaltenbrand, Fischli + Weiss)
- 2020: Pratteln, ARK Basel, «Agat Schaltenbrand 1926-2018. Unentdeckt – Unentwegt»

## Ehrungen
- 1985: Ankauf des Landes Baden-Württemberg, Es geht aufwärts, 1971/1984
- 1985: Ankauf Kunstkredit Basel
- 1985: Preis der S. + R. Levaillant-Stiftung
- 1986: Ankauf Bundesamt für Kultur, «Gurdulu», 1984
- 1995: Kunstpreis der Basler Zeitung, «o.T.», 1995